# 三盛合
三盛合，又称三盛合醋坊、山西三盛合酿造有限公司，是中华人民共和国山西省汾城县的一个小米醋企业、三晋老字号。

## 特点
三盛合醋坊创建于清朝乾隆年间。道光年间，太平一带已有了“三盛合”、“太平号”“益发成”等几家规模较大的醋坊。襄汾县成立襄汾太平醋厂，后改“山西三盛合酿造有限公司”，全力做大汾城小米醋。2011年，当地投入4000余万人民币建成工厂投产。2019年5月，山西省商务厅公示了首批“三晋老字号”名单，其“三盛合”通过审核进行公示。